# El Soler (Aguilar de Segarra)
El Soler o el Soler de Maçana és una masia en ruïnes situada al municipi d'Aguilar de Segarra, a la comarca del Bages.
És un edifici rectangular amb planta baixa, primer pis i unes golfes. Les parets són de pedres lleugerament treballades disposades en filades regulars i preses amb morter de calç. La coberta ja no existeix però era de dues vessants i feta amb teula ceràmica. La façana principal, orientada a l'est conserva l'arc de mig punt de la porta, amb la data de 1659 inscrita. La construcció actual data del segle xvii, però la masia és esmentada des del 1414.